# Hugo Módigo
Hugo Módigo (Córdoba, Argentina, 31 de julio de 1956) fue un futbolista argentino nacionalizado español.

## Carrera
Viajó a España de muy joven, con apenas 20 años, e ingresó en la cantera del Sevilla FC, en el que nunca llegó a cuajar. Durante un año fue cedido al Cádiz CF, para volver posteriormente al Sevilla FC. Posteriormente pasaría por los equipos de Recreativo de Huelva, Palencia, Lorca y Villajoyosa, donde se retiraría.
Estuvo unos años como entrenador personal en el gimnasio Carlos Cabello.

## Clubes
| Club                 | País   | Año       |
| -------------------- | ------ | --------- |
| Sevilla FC           | España | 1977-1978 |
| Cádiz CF             | España | 1978-1979 |
| Sevilla FC           | España | 1979-1980 |
| Recreativo de Huelva | España | 1980-1982 |
| Palencia             | España | 1982-1983 |
| Lorca                | España | 1983-1984 |
| Villajoyosa          | España | 1984-1986 |